# Liste der Fließgewässer im Flusssystem der Selke

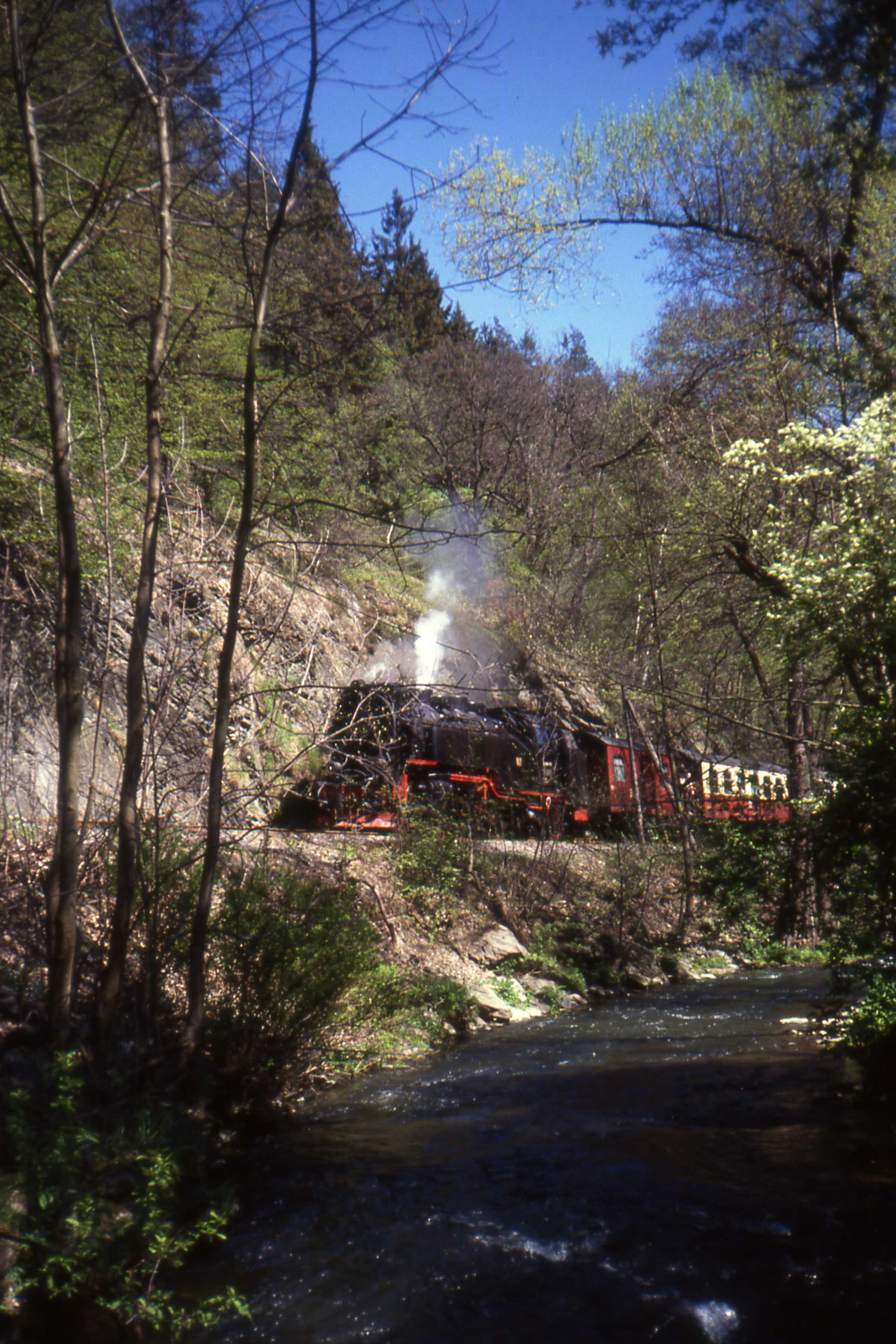
Selketalbahn direkt neben der Selke

Die Liste der Fließgewässer im Flusssystem der Selke umfasst alle direkten und indirekten Zu- und Abflüsse der Selke. Erfasst wurden alle Gewässer, die namentlich im Kartenwerk des Stadtplandienstes der Euro-Cities AG, den amtlichen topographischen Karten des Landes Sachsen-Anhalt 1:10.000 (TK 10), der Gesamtliste der Fließgewässer im Elbeeinzugsgebiet, WasserBLIcK der Bundesanstalt für Gewässerkunde und der bergbaulichen Literatur aufgeführt werden.
Berücksichtigung fanden namenlose Zuläufe und Abzweigungen nur, wenn Nachfluter namentlich bekannt sind. Aufgenommen wurden auch Wasserlösungsstollen, unabhängig von ihrem heutigen Zustand. Die Fließgewässer werden jeweils flussabwärts aufgeführt. Die orografische Richtungsangabe bezieht sich auf das direkt übergeordnete Gewässer.

## Zuflüsse
| direkter Zufluss (Ebene 1)                    | Zufluss dazu (Ebene 2) | Zufluss dazu (Ebene 3)                                                                             |
| --------------------------------------------- | --- | -------------------------------------------------------------------------------------------------- |
| Quellbach (links)                             | | |
| oberer Selketalwiesengraben (links)           | | |
| Moorbach (links)                              | | |
| Mordtälerbach (rechts)                        | Heidebergbach (links) Langelaichbach (rechts) | |
| Ellerbach (rechts)                            | | |
| Steigerbach (rechts)                          | Moortälerquellbach (links) Waldbach am großen Langelaich (rechts) Sumpfwaldbach (rechts) | |
| Stierbergsbach / Bach 1 vom Osterkopf(rechts) | | |
| Katzsohlbach (rechts)                         | Bach vom Osterkopf (links) Graben Wüste Gründe (links) Grenzbach Güntersberge Breitenstein (rechts) Wahnborn (rechts) Bach aus dem Höllgrund (links) Breitensteiner Bach (rechts) Sumpfbach an den Bärenlöchern (rechts) Bach vom Güntersberger Stadtweg (rechts) | Kesselgraben Bach östlich Kleiner Brocken                                                          |
| Bach am Kahlberg (rechts)                     | | |
| Limbach (links)                               | | |
| Röderbach/Heimbergbach (links)                | | |
| Bach vom Ferienlager Güntersberge (rechts)    | | |
| Bach von Giersköpfe (rechts)                  | | |
| Bach vom Riechenberg (rechts)                 | | |
| Steinfurtbach (links)                         | | |
| Bach vom Amptenberg (rechts)                  | | |
| Bach vom Großen Suderholz (links)             | | |
| Wiesenbach (links)                            | | |
| Westerbach (rechts)                           | | |
| Rödelbach (rechts)                            | Heiligenberg-Stollen (rechts) Zur Eisernen Zeche Gemeinde-Stollen Bach vom Kohlberg (rechts) Büschengraben (links) Bach vom Söhlenborn (links) Bach vom Großen Silberkopf (rechts)                                                                                | Schinderwiesengraben Straßberg (links) Lindenstammwiesengraben (rechts) Möllerteichgraben (rechts) |
| Dorfgraben (rechts)                           | unterer Hanggraben Bärlochsgraben – Glasebacher Rücklaufgraben (rechts) | Glasebacher Zuführgraben (links)                                                                   |
| Stollgraben/Flösse (rechts)                   | | |
| Hüttenstollen (rechts)                        | | |
| Glasebach (rechts)                            | Flurgraben Straßberg (links) | |
| Bach am Lindenberg (links)                    | | |
| Bach aus dem Kramertal (links)                | | |
| Birnbaumbach (rechts)                         | tiefer Birnbaumstollen Hellergrundbach (Heller Wasserkunst) | |
| Uhlenbach (links)                             | Großer Uhlenbach (rechts) Bach aus Bleckerwiesen (rechts) Schäferbach (rechts) Siptenfelde Bach (rechts) | |
| Teufelsgrundbach (rechts)                     | Fürst-Victor-Kunstgraben | Fürst-Victor-Stollen                                                                               |
| Pulverbach (rechts)                           | | |
| Bach von Hofenstieg (links)                   | | |
| Bach von mittleres Badeholz (rechts)          | | |
| Bach von Mühlköpfe (links)                    | | |
| Bach am Mittelberg (links)                    | | |
| Schwefelbach (links)                          | Schwefel-Stollen | |
| Lange Tal Bach (rechts)                       | Röderbach | |
| Friedenstalbach (links)                       | | |
| N.N. unterhalb des Alexisbrunnens (rechts)    | Katharinen-Stollen | |
| Krebsbach (links)                             | Brettenbergsbach (rechts) Jagdhausbach (rechts) | |
| Bach vom Bremer Teich (links)                 | Bremer Graben (rechts) | |
| Schiebecksbach (rechts)                       | Bach von Harzgerode (links) Bach am Stammrod (rechts) Bach an der K2344 (rechts) Herzog-Alexis-Erbstollen (links) | |
| Bach aus dem Küstergrund (links)              | | |
| Nagelbach (links)                             | | |
| Bach am Antoniettenweg (links)                | | |
| Bach am Feuersteinsgrund (rechts)             | | |
| Titanbach (rechts)                            | | |
| Bach an der Hirschplatte (rechts)             | | |
| Bach am Bartenberg (rechts)                   | | |
| Bach von den Heyersköpfen (rechts)            | | |
| Wolfsbach (links)                             | | |
| Petersbergbach (links)                        | | |
| Hüttebach (rechts)                            | | |
| Heßbach (rechts)                              | | |
| Sauerbach (links)                             | Kliesingsbach (rechts) Triftgraben (rechts) Garnwinde (rechts) | |
| Selle / Liethe (rechts)                       | | |
| Meerbach (links)                              | | |
| Getel (links)                                 | Wasserflut Radisleben (rechts) | |
| Ellerngrund (links)                           | | |
| Syltegraben (links)                           | | |
| Graben an der 110 kV-Leitung (rechts)         | | |
| Hauptseegraben (rechts)                       | Grenzgraben (Seeland) (links) Wulfengraben (rechts) Wunneweggraben (rechts) Rötegraben (rechts) Hauptgraben (Wilsleben) (rechts)\| Graben am Klintberg (links) Flutgraben Winningen (rechts) Teichgraben (rechts)                                                 | |
| Ditfurter Grenzgraben (links)                 | Hausneindorfer Grenzgraben/Zulauf Hausneindorfer Grenzgraben (rechts) Flutgraben Weddersleben (rechts) Mühlgraben Angermünde (links) | Gaterslebener Grenzgraben (rechts)                                                                 |
| Eilweggraben (links)                          | | |
| Flutgraben Hedersleben (rechts)               | | |